# Vasalja
Vasalja (em alemão: Walschenau) é um município da Hungria, situado no condado de Vas. Tem 11,24 km² de área e sua população em 2015 foi estimada em 317 habitantes.